# Бирд, Чарлз Остин
Чарлз Остин Бирд (англ. Charles Austin Beard; 27 ноября 1874, Найтстаун — 1 сентября 1948, Нью-Хейвен) — американский историк, родоначальник и глава так называемой экономической школы, которая подчеркивала значение экономических факторов в истории США.

## Биография
Чарлз Остин Бирд родился в штате Индиана, учился в нескольких университетах США и Великобритании. В 1904—1917 годах преподавал в Колумбийском университете, с 1933 года — президент Американской исторической ассоциации. 
В 1920—1930-х годах придерживался антисциентистского направления в американской политологии, заявляя, что политической науки без ценностей существовать не может и что нужно развивать творческий дух в собственном знании. В своих ранних работах пытался проанализировать историю США XVIII—XIX веков с точки зрения экономического анализа и считал, что все важнейшие её события объясняются противопоставлением промышленности и сельского хозяйства, борьбой групп буржуазии и фермерства. В 1930-е годы выступал в поддержку политики «Нового курса» президента Франклина Рузвельта и несколько изменил свои взгляды, высказывая мысль о невозможности полного познания законов исторического развития. В более поздних работах, написанных в 1940-е годы, отошёл от поддержки Рузвельта и критиковал его политику, в первую очередь внешнюю, с позиций изоляционизма, однако в самом конце жизни осуждал также внешнюю политику Трумэна, считая её экспансионистской.
Был женат на Мэри Риттер Берд, совместно с ней написал ряд произведений.

## Сочинения
- Beard, Charles A. "Some Economic Origins of Jeffersonian Democracy," American Historical Review (1914) 19#2 pp 282–298. in JSTOR Архивная копия от 9 ноября 2017 на Wayback Machine
- Beard, Charles, An Economic Interpretation of the Constitution of the United States (1913) online edition Архивная копия от 1 февраля 2017 на Wayback Machine
- Beard, Charles, Economic Origins of Jeffersonian Democracy, (1915) online edition Архивная копия от 4 июня 2011 на Wayback Machine
- Beard, Charles A. and Beard, Mary Ritter. History of the United States (2 vols.) (1921) vol 1. online ed. June 13, 2007
- Beard, Charles, The Administration and Politics of Tokyo, (1923) online edition Архивная копия от 4 июня 2011 на Wayback Machine
- Beard, Charles A. and Beard, Mary Ritter, The Rise of American Civilization (1927) online edition Архивная копия от 11 июня 2017 на Wayback Machine
- Beard, Charles, A Century of Progress (1932) excerpts re Government and Law and The Idea of Progress online edition
- Beard, Charles, The Myth of Rugged American Individualism, (1932)
- Beard, Charles, APSA Presidential Address online Архивная копия от 3 июня 2015 на Wayback Machine
- Beard, Charles A. "Written history as an act of faith." American Historical Review (1934) 39#2 pp 219–231.AHA Presidential Address online Архивная копия от 4 октября 2013 на Wayback Machine
- Beard, Charles A. "That noble dream," American Historical Review (1935) 41#1 pp 74–87. in JSTOR Архивная копия от 9 ноября 2017 на Wayback Machine
- Beard, Charles A. President Roosevelt and the Coming of the War 1941 (Transaction Publishers, 1948).